# 大東俊一
大東 俊一（だいとう しゅんいち、1954年 -2016年6月29日）は、日本の英文学者・比較文学者。
岐阜市生まれ。1978年東京外国語大学フランス語学科卒、同大学院地域研究研究科地域研究専攻修士課程修了。1986年法政大学大学院人文科学研究科哲学専攻博士後期課程満期退学。2000年人間総合科学大学専任講師、助教授、教授。

## 著書
- 『九鬼周造と日本文化論』梓出版社 1996
- 『ラフカディオ・ハーンの思想と文学』彩流社 2004
- 『日本人の他界観の構造』彩流社 2009
- 『日本人の聖地のかたち 熊野・京都・東北』彩流社 2014

### 共編著
- 『大学入試短期速攻英熟語・イディオム30』第2版 編著 東京書籍 実戦英語シリーズ 1997
- 『大学入試短期速攻英単語・発音30』第2版 編著 東京書籍 実戦英語シリーズ 1997
- 『二〇世紀の思想家たち』竹内昭共編著 伊藤直樹ほか著 梓出版社 2004
- 『自然と人間 哲学からのアプローチ』奥田和夫,菅沢龍文,大貫義久共編著 梓出版社 2006
- 『eラーニング併用:新TOEICテスト』アーロン・キャルコート,先川暢郎,岩崎光一,大東真理共編著 朝日出版社 2007
- 『新TOEICテストへの戦略的アプローチ』アーロン・キャルコート,先川暢郎,岩崎光一,大東真理共編著 朝日出版社 2008
- 『ラフカディオ・ハーン入門』先川暢郎共編著 ブイツーソリューション 2008
- 『文明科学概論』青木清、菊地京子,ひろさちや,加藤尚武共著 人間総合科学大学 心身健康科学シリーズ 2010
- 『ヴィクトリア朝文化の諸相』英米文化学会監修 上野和子,塚田英博,丹羽正子共編著 彩流社 2014

### 翻訳
- ヴェレナ・チューディン編『境界を超える看護 倫理学へのアプローチ』井部俊子監修 監訳 松下晴彦,大東真理,原田裕子訳 エルゼビア・ジャパン 看護学名著シリーズ 2006

## 論文
- Cinii

## 注
1. ↑  人間総合科学大学訃報
2. ↑  『日本人の生地のかたち』著者紹介